# Sigmar Gabriel
Sigmar Gabriel (Goslar, 12 de setembro de 1959) é um político alemão do SPD. Atuou de 17 de Dezembro 2013 até 14 de março como vice-chanceler e no Ministério das Relações Exteriores da Alemanha de 2017 até 2018. É professor do ensino médio de liceu.

## Biografia
Após deixar a escola, Sigmar Gabriel estudou ensino médio nas disciplinas de alemão, política e sociologia na Universidade de Göttingen e terminou com um exame do Estado em 1987 e um segundo em 1988 para ensino médio em liceu. Foi professor do colégio e do ensino médio de educação geral em sua cidade natal, Goslar, Baixa Saxônia.
Em 1977 entrou na Partido Social-Democrata da Alemanha. Ele é um membro da União para os Serviços Públicos, Transportes e Tráfego (ÖTV), mais tarde entrou no IG Metall, o sindicato dos metalúrgicos da Alemanha e a Arbeiterwohlfahrt, uma organização de bem-estar dos trabalhadores.
Foi primeiro-ministro do estado da Baixa Saxônia (1999-2003) e de novembro de 2005 a outubro de 2009 o ministro do Meio Ambiente, Proteção da Natureza e Segurança Nuclear da Alemanha no Governo Merkel I. Desde 2009 Sigmar Gabriel é presidente do SPD, substituindo Franz Müntefering, que após os resultados das Eleições federais na Alemanha em 2009 deixará o cargo em novembro de 2009. Foi reeleito em 14 de novembro 2013 como Presidente do Partido Social-Democrata da Alemanha.
Ele tem uma filha adulta (nascido em 1989) e com sua atual esposa uma segunda filha (nascido em 2012).

## Carreira política

### Vice-Chanceler (2013-2018)
Em 2013, cedeu a terceira vitória consecutiva do Partido Social-Democrata a Angela Merkel na eleição federal, após liderar um processo de coligação de mais de 470 mil membros do partido, que endossaram o acordo. À época, Gabriel foi considerado um habilidoso articulador político, particularmente observando-se a relativa fraqueza de seu partido, o qual havia recebido somente 25% dos votos nas eleições, contra mais 41% recebidos pelo bloco conservador de Merkel.
Na convenção do Partido Social-Democrata, realizada logo após o resultado das eleições, Gabriel e outros membros da liderança partidárias foram punidos pelos delegados que os reelegeram aos seus cargos com maioria reduzida. Gabriel recebeu 83,6% dos votos, sendo que havia recebido 91,6% nas eleições anteriores em 2011.
Gabriel, que ocupa o cargo de Vice-Chanceler da Alemanha no Terceiro Governo Merkel, assumiu a responsabilidade pela transição energética alemã como parte de uma nova configuração do Ministério da Fazenda. Desde o fim de 2016, o ministro têm sido parte do gabinete Merkel, integrando o comitê que analisa a Saída do Reino Unido da União Europeia.
Desde dezembro de 2015, quando recebeu 74% dos votos dos delegados na convenção do partido, têm-se especulado sobre seu futuro como líder do Partido Social-Democrata. Em 24 de janeiro de 2017, Gabriel anunciou que não será candidato a Chancelaria da Alemanha nas eleições do mesmo ano, ao invés disto, indicou Martin Schulz como seu candidato na liderança do partido. Na ocasião, Gabriel também anunciou que irá suceder a Frank-Walter Steinmeier Ministro das Relações Exteriores, tendo assumido o cargo em 27 de janeiro.
Como Ministro das Relações Exteriores, Gabriel declarou que "os braços da Alemanha continuarão estendidos" aos Estados Unidos para prolongamento da aliança diplomática entre as duas nações. Contudo, afirmou que a Alemanha assumirá os mercados globais eventualmente desprezados pelos Estados Unidos e desempenhará um papel de maior destaque no cenário internacional caso Donald Trump mantenha sua política isolacionista e protecionista. Em 2018, Gabriel foi substituído por seus colegas de partido, Heiko Maas e Olaf Scholz, no 4° governo Merkel.

## Visões políticas

### Política externa
Gabriel têm sido firme contra a manutenção de tropas alemãs no Afeganistão. Em 2010, propôs um assessoramento independente para determinar o envolvimento alemão na Campanha de Qundūz. Contudo, votou a favor da extensão da participação alemã nas missões de segurança da OTAN através da Força Internacional de Assistência para Segurança em 2009, 2010, 2011 e 2012.
Em março de 2008, por ocasião do 60º aniversário de fundação do Estado de Israel, Gabriel participou de cimeira bilateral entre ministros de governo dos dois países em Jerusalém. Em 2012, após visitar Hebrom e os territórios palestinos, afirmou que os palestinos naquelas regiões eram sistematicamente discriminados e classificou Israel como um "regime de Apartheid".
Em um de mais fortes comentários sobre uma solução política para a Ucrânia, Gabriel afirmou ao semanário Welt am Sonntag que uma estrutura federal seria a única opção para solucionar os protestos pró-russos no país. Acrescentando que a prioridade de seu governo era evitar um conflito direto entre os russos e os povos da região. Sobre as sanções internacionais contra Moscou, Gabriel afirmou que "desejava a Crise Ucraniana, sem forçar a Rússia". Posteriormente, sugeriu que a Europa considera aliviar as sanções em troca de cooperação na Guerra Civil Síria. O historiador ucraniano Alexander J. Motyl acusou-o de "apaziguamento" e "completa traição aos valores social-democratas."
Em julho de 2015, Gabriel tornou-se o primeiro integrante do governo federal alemão a visitar o Irã em mais de uma década, assim como a primeira figura de alto escalão de qualquer governo ocidental a visitar o país desda a firmação do Plano de Ação Conjunto Global. Liderando uma delegação de representantes industriais alemães, Gabriel foi recebido pelo Presidente Hassan Rouhani e o Ministro do Exterior Mohammad Javad Zarif. A visita oficial foi criticada pelo governo israelense, que acusou-o de colocar interesses financeiros acima da ideologia moral de seu país.